# Takin’ Off
Takin’ Off ist das erste Jazzalbum von Herbie Hancock, aufgenommen in Englewood Cliffs, New Jersey am 28. Mai 1962 und veröffentlicht auf Blue Note Records. Bis 2019 zählte das Fachmagazin Stereophile bereits 62 Veröffentlichungen von diesem Album in allen möglichen Formaten und damit mehr als von jedem anderen seiner Alben außer Maiden Voyage (1965) und Head Hunters (1973).

## Hintergrund
Pianist Herbie Hancock, der bereits ein geschätzter Sideman bei Blue-Note-Produktionen (etwa von Donald Byrd) war, konnte bei den Verhandlungen für sein Debütalbum einen sehr ungewöhnlichen Vertrag mit dem renommierten Plattenlabel aushandeln. Dessen Chef Alfred Lion verpasste ihm zwar mit den Bläsern Dexter Gordon und Freddie Hubbard eine Starbesetzung. Es gelang Hancock jedoch, seine Repertoirewünsche durchzusetzen. Statt der damals üblichen fünf Titel, davon neben zwei Eigenkompositionen meist zwei Jazzstandards und einen Blues, erreichte er, dass er sechs eigene Kompositionen aufnehmen konnte. Auch blieben deren Rechte vollständig bei ihm, im eigenen Verlag.

## Titelliste
Seite 1
1. Watermelon Man – 7:09
2. Three Bags Full – 5:27
3. Empty Pockets – 6:09

Seite 2
1. The Labyrinth – 6:45
2. Driftin’ – 6:58
3. Alone and I – 6:25

CD-Bonus
7. Watermelon Man (alternate take) – 6:33
8. Three Bags Full (alternate take) – 5:31
9. Empty Pockets (alternate take) – 6:27
Alle Kompositionen von Herbie Hancock.

## Rezeption
Steve Huey wertete in seiner Besprechung bei Allmusic: „Auch wenn Takin’ Off rückblickend zu Hancocks konventionellsten Alben gehört, zeigt es einen jungen, für sein Alter bereits erstaunlich reifen Stilisten, der etablierte Formen mit Geist und Fantasie interpretieren kann.“ Die auf dem Album vorgestellten Kompositionen seien allesamt einprägsam und gut konstruiert (allerdings sei nur Watermelon Man Hitmaterial); alle hätten ihre Momente, aber zu den besonderen Höhepunkten gehören die nachdenkliche Ballade Alone and I, das in Moll gehaltene The Maze (mit ein wenig freier Improvisation in der Rhythmusgruppe) und das bluesige Empty Pockets. „Alles in allem ist Takin’ Off ein außergewöhnliches Erstlingswerk, das das Fundament dafür legt, dass Hancock auf seinen nächsten Platten die Grenzen des Hard Bop weiter ausreizen wird.“
Die Nummer Watermelon Man, die das Album eröffnete, schaffte es mit ihren Bluesanklängen in die Top 100 der Single-Charts und konnte sich rasch zu einem Jazzstandard entwickeln.
Als 2007 Tontechniker Rudy van Gelder das Album für seine Van Gelder Series neu masterte und für drei Titel Alternativversionen hinzugefügt wurden, urteilte John Fordham in The Guardian über Takin’ Off. Das Debüt des 22-jährigen Herbie Hancock sei ein Muss für jede Sammlung und eine interessante Ergänzung zu einer bevorstehenden neuen Hancock-Veröffentlichung. Die Band stamme aus der ersten Liga des Jazz der frühen 1960er Jahre. „Hancock war bereits erstaunlich raffiniert, sowohl als Spieler als auch als Komponist.“ Seine Soli glänzten durchweg mit Erfindungsreichtum. Auch Tony Augarde (musicweb-international.com) beschäftigt sich mit dieser Ausgabe von Takin’ Off. Die alternativen Versionen böten faszinierende Vergleichsmöglichkeiten mit den zunächst veröffentlichten Titeln; allerdings fehle es der zunächst verworfenen Version von „Watermelon Man“ doch „irgendwie an Schwung“; auch „Three Bags Full“ sei nicht so zusammenhaltend interpretiert wie die ursprünglich veröffentlichte Version. Von heute her betrachtet sei die Wahl des Albumtitels gut getroffen, denn Takin’ Off (dt. „Abheben, Starten“) zeige wirklich, wie Herbie Hancock in eine glänzende Zukunft aufgebrochen ist.
Für John Swenson von Stereophile war Takin’ Off in der Blue Note 80 Vinyl Reissue Series das „Album des Monats“; hier hat Kevin Grey aufgebaut auf dem analogen Masterband Van Gelders ein neues Mastering durchgeführt; das Vinyl hat eine Grammatur von 180 g pro Quadratmeter. Klanglich sei diese Wiederveröffentlichung von Takin’ Off „stark und artikuliert, mit Ausgewogenheit und Klarheit bei allen Instrumenten.“ Das Album zeige Hancock „als harmonisches Genie im Dienste der gefühlvollen, gospelartigen Grooves, die perfekt in den sich damals entwickelnden Blue Note-Sound passen.“

## Personal
- Tonmeister: Rudy Van Gelder
- Produzent: Alfred Lion
- Fotografie: Francis Wolff
- Cover-Design: Reid Miles
- Begleittext: Leonard Feather